# El vestido rojo
El vestido rojo  es el decimotercer capítulo del ciclo de unitarios ficcionales del programa Historias de corazón, emitido por la empresa de televisión argentina Telefe. Este episodio se estrenó el día 9 de abril de 2013.

## Trama
Sofía (Laura Azcurra) regresa a la casa de sus padres en Buenos Aires, luego de vivir casi un año en Nueva York. Sofía vuelve a Argentina con Marcos (Gastón Ricaud), su novio, un argentino al que conoció en Estados Unidos. Mona (Patricia Viggiano) y Eduardo, los padres de Sofía, se sorprenden al enterarse de que Marcos le propuso matrimonio a su hija, y ella ha aceptado. Mona ve al compromiso de su hija como un signo de algo que se niega a aceptar: el paso del tiempo, y su propia edad. Mona siempre compitió con Sofía en cuanto a su aspecto. Eduardo intenta sobrellevar esta situación refugiándose en el inmenso cariño que siente por su hija. A pesar de que Eduardo ama a Mona, ella ve en su esposo otro signo del paso del tiempo, y a raíz de esto, ha ido descuidando su matrimonio.

## Elenco
- Patricia Viggiano - Mona
- Laura Azcurra - Sofía
- Horacio Peña - Eduardo
- Gastón Ricaud - Marcos
- Ana María Castel - Alicia
- Juan Sorini - Damián

## Ficha técnica
- Autor: Marcelo Cabrera
- Coordinación autoral: Esther Feldman
- Producción ejecutiva: Susana Rudny
- Dirección: Diego Sánchez